# لی گلاور
لی گلاور (انگلیسی: Lee Glover; ۲۴ آوریل ۱۹۷۰ – ) بازیکن فوتبال اهل بریتانیا بود.
از باشگاه‌هایی که در آن بازی کرده‌است می‌توان به باشگاه فوتبال ناتینگهام فارست، باشگاه فوتبال منزفیلد تاون، باشگاه فوتبال برتون آلبیون، باشگاه فوتبال روترهام یونایتد، باشگاه فوتبال بارنزلی، باشگاه فوتبال مکلسفیلد تاون، باشگاه فوتبال لوتون تاون، باشگاه فوتبال کوربی تاون، باشگاه فوتبال هادرزفیلد تاون، باشگاه فوتبال گرنثم تاون، باشگاه فوتبال پورت ویل، و باشگاه فوتبال لستر سیتی اشاره کرد.
وی همچنین در تیم ملی فوتبال زیر ۲۱ سال اسکاتلند بازی کرده‌است.